# Rally di Svezia 2000
Il Rally di Svezia 2000, ufficialmente denominato 49th International Swedish Rally, è stata la seconda prova del campionato del mondo rally 2000 nonché la quarantanovesima edizione del Rally di Svezia e la venticinquesima con valenza mondiale. La manifestazione si è svolta dall'11 al 13 febbraio sugli sterrati innevati che attraversano le foreste della contea di Värmland, con base a Karlstad, città che si affaccia sulla sponda nord del lago Vänern.
L'evento è stato vinto dal finlandese Marcus Grönholm, navigato dal connazionale Timo Rautiainen, al volante di una Peugeot 206 WRC del team ufficiale Peugeot Esso, davanti all'altra coppia finlandese formata da Tommi Mäkinen e Risto Mannisenmäki su Mitsubishi Lancer Evo VI della squadra Marlboro Mitsubishi Ralliart e a quella britannica composts da Colin McRae e Nicky Grist, su Ford Focus WRC 00 della scuderia Ford Martini
I finlandesi Jani Paasonen e Jakke Honkanen, su Mitsubishi Carisma GT Evo VI, hanno invece conquistato la vittoria nella categoria PWRC, mentre il polacco Krzysztof Hołowczyc e il belga Jean-Marc Fortin si sono aggiudicati la classifica della Coppa FIA Squadre, alla guida di una Subaru Impreza WRC99 della scuderia Wizja TV Turning Point.

## Dati della prova
| Denominazione ufficiale             | International Swedish Rally |
| Edizione N°                         | 49 |
| Tappa N°                            | 2 di 14 |
| Data manifestazione                 | da venerdì 11/02/2000 a domenica 13/02/2000 |
| Sede ospitante                      | Karlstad (contea di Värmland) |
| Sedi del parco assistenza           | Prima frazione: Hagfors, Torsby, Arvika e Karlstad (contea di Värmland). Seconda frazione: Filipstad (contea di Värmland); Grängesberg e Borlänge (contea di Dalarna). Terza frazione: Hagfors. |
| Superficie                          | Neve |
| Iscritti                            | 87 |
| Partiti                             | 78 |
| Arrivati                            | 54 (69,2%) |
| Prove speciali previste             | 20 |
| Prove speciali disputate            | 19 (1 cancellata) |
| Prova più breve                     | 2,00 km (PS7: Arvika) |
| Prova più lunga                     | 47,65 km (PS13: Jutbo) |
| Prova più lenta                     | velocità media di 63,27 km/h (PS15: Lugnet) |
| Prova più veloce                    | velocità media di 124,22 km/h (PS16: Malta) |
| Lunghezza prove speciali previste   | 378,41 km |
| Lunghezza prove speciali disputate  | 376,41 km (22% della distanza totale effettiva - cancellati 2,00 km) |
| Lunghezza complessiva trasferimenti | 1331,99 km |
| Distanza totale effettiva           | 1708,40 km |

## Itinerario
| Frazione            | Prova  | Ora    | Nome                              | Partenza                          | Arrivo                            | Lunghezza | Totale    |
| ------------------- | ------ | ------ | --------------------------------- | --------------------------------- | --------------------------------- | --------- | --------- |
| Frazione 1 (11 feb) |        | 07:12  | Assistenza – Hagfors (10 min)     | Assistenza – Hagfors (10 min)     | Assistenza – Hagfors (10 min)     | –         | 129,29 km |
| Frazione 1 (11 feb) | PS1    | 08:14  | Sagen 1                           | Malung-Sälen                      | Vansbro                           | 14,76 km  | 129,29 km |
| Frazione 1 (11 feb) | PS2    | 09:10  | Rammen 1                          | Hagfors                           | Filipstad                         | 23,44 km  | 129,29 km |
| Frazione 1 (11 feb) |        | 09:48  | Assistenza – Hagfors (20 min)     | Assistenza – Hagfors (20 min)     | Assistenza – Hagfors (20 min)     | –         | 129,29 km |
| Frazione 1 (11 feb) | PS3    | 10:47  | Hamra                             | Hagfors                           | Sunne                             | 28,59 km  | 129,29 km |
| Frazione 1 (11 feb) | PS4    | 11:50  | Torsby                            | Torsby                            | Torsby                            | 2,79 km   | 129,29 km |
| Frazione 1 (11 feb) |        | 12:07  | Assistenza – Torsby (20 min)      | Assistenza – Torsby (20 min)      | Assistenza – Torsby (20 min)      | –         | 129,29 km |
| Frazione 1 (11 feb) | PS5    | 12:55  | Bjalverud                         | Sunne                             | Sunne                             | 21,58 km  | 129,29 km |
| Frazione 1 (11 feb) | PS6    | 13:45  | Mangen                            | Sunne                             | Sunne                             | 13,29 km  | 129,29 km |
| Frazione 1 (11 feb) | PS7    | 14:00  | Arvika                            | Arvika                            | Arvika                            | 2,00 km   | 129,29 km |
| Frazione 1 (11 feb) |        | 14:50  | Assistenza – Arvika (20 min)      | Assistenza – Arvika (20 min)      | Assistenza – Arvika (20 min)      | –         | 129,29 km |
| Frazione 1 (11 feb) | PS8    | 16:00  | Langjohanstorp                    | Sunne                             | Arvika                            | 19,44 km  | 129,29 km |
| Frazione 1 (11 feb) | PS9    | 17:09  | I2                                | Karlstad                          | Karlstad                          | 3,40 km   | 129,29 km |
| Frazione 1 (11 feb) |        | 17:39  | Assistenza – Karlstad (45 min)    | Assistenza – Karlstad (45 min)    | Assistenza – Karlstad (45 min)    | –         | 129,29 km |
|                     |        |        |                                   |                                   |                                   |           |           |
| Frazione 2 (12 feb) |        | 07:07  | Assistenza – Filipstad (10 min)   | Assistenza – Filipstad (10 min)   | Assistenza – Filipstad (10 min)   | –         | 153,21 km |
| Frazione 2 (12 feb) | PS10   | 07:11  | Fredriksberg                      | Filipstad                         | Ludvika                           | 27,39 km  | 153,21 km |
| Frazione 2 (12 feb) |        | 09:18  | Assistenza – Grängesberg (20 min) | Assistenza – Grängesberg (20 min) | Assistenza – Grängesberg (20 min) | –         | 153,21 km |
| Frazione 2 (12 feb) | PS11   | 10:17  | Nyhammar                          | Ludvika                           | Borlänge                          | 27,79 km  | 153,21 km |
| Frazione 2 (12 feb) | PS12   | 11:29  | Skog 1                            | Borlänge                          | Falun                             | 24,19 km  | 153,21 km |
| Frazione 2 (12 feb) |        | 12:27  | Assistenza – Borlänge (20 min)    | Assistenza – Borlänge (20 min)    | Assistenza – Borlänge (20 min)    | –         | 153,21 km |
| Frazione 2 (12 feb) | PS13   | 13:26  | Jutbo                             | Säter                             | Säter                             | 47,65 km  | 153,21 km |
| Frazione 2 (12 feb) |        | 14:37  | Assistenza – Borlänge (20 min)    | Assistenza – Borlänge (20 min)    | Assistenza – Borlänge (20 min)    | –         | 153,21 km |
| Frazione 2 (12 feb) | PS14   | 15:32  | Skog 2                            | Borlänge                          | Falun                             | 24,19 km  | 153,21 km |
| Frazione 2 (12 feb) | PS15   | 16:31  | Lugnet                            | Falun                             | Falun                             | 2,00 km   | 153,21 km |
| Frazione 2 (12 feb) |        | 18:03  | Assistenza – Grängesberg (45 min) | Assistenza – Grängesberg (45 min) | Assistenza – Grängesberg (45 min) | –         | 153,21 km |
|                     |        |        |                                   |                                   |                                   |           |           |
| Frazione 3 (13 feb) |        | 08:32  | Assistenza – Hagfors (10 min)     | Assistenza – Hagfors (10 min)     | Assistenza – Hagfors (10 min)     | –         | 95,91 km  |
| Frazione 3 (13 feb) | PS16   | 08:57  | Malta                             | Hagfors                           | Hagfors                           | 11,88 km  | 95,91 km  |
| Frazione 3 (13 feb) | PS17   | 09:43  | Ullen                             | Hagfors                           | Hagfors                           | 24,62 km  | 95,91 km  |
| Frazione 3 (13 feb) |        | 10:10  | Assistenza – Hagfors (20 min)     | Assistenza – Hagfors (20 min)     | Assistenza – Hagfors (20 min)     | –         | 95,91 km  |
| Frazione 3 (13 feb) | PS18   | 11:25  | Sagen 2                           | Malung-Sälen                      | Vansbro                           | 14,76 km  | 95,91 km  |
| Frazione 3 (13 feb) | PS19   | 12:18  | Rammen 2                          | Hagfors                           | Filipstad                         | 23,44 km  | 95,91 km  |
| Frazione 3 (13 feb) |        | 12:56  | Assistenza – Hagfors (20 min)     | Assistenza – Hagfors (20 min)     | Assistenza – Hagfors (20 min)     | –         | 95,91 km  |
| Frazione 3 (13 feb) | PS20   | 14:00  | Hagfors                           | Hagfors                           | Hagfors                           | 21,21 km  | 95,91 km  |
| Frazione 3 (13 feb) |        | 14:21  | Assistenza – Hagfors (20 min)     | Assistenza – Hagfors (20 min)     | Assistenza – Hagfors (20 min)     | –         | 95,91 km  |
| Totale              | Totale | Totale | Totale                            | Totale                            | Totale                            | Totale    | 378,41 km |

## Risultati

### Classifica
| Pos.                                        | Nº       | Pilota                | Co-pilota          | Auto                         | Squadra                      | Classe    | Tempo     | Distacco | Punti    |
| Generale                                    | Generale | Generale              | Generale           | Generale                     | Generale                     | Generale  | Generale  | Generale | Generale |
| ------------------------------------------- | -------- | --------------------- | ------------------ | ---------------------------- | ---------------------------- | --------- | --------- | -------- | -------- |
| 1.                                          | 10       | Marcus Grönholm       | Timo Rautiainen    | Peugeot 206 WRC              | Peugeot Esso                 | WRC       | 3h20'33"3 | –        | 10       |
| 2.                                          | 1        | Tommi Mäkinen         | Risto Mannisenmäki | Mitsubishi Lancer Evo VI     | Marlboro Mitsubishi Ralliart | WRC       | 3h20'40"1 | +6"8     | 6        |
| 3.                                          | 5        | Colin McRae           | Nicky Grist        | Ford Focus WRC 00            | Ford Martini                 | WRC       | 3h20'47"0 | +13"7    | 4        |
| 4.                                          | 17       | Thomas Rådström       | Christina Thörner  | Toyota Corolla WRC           | Toyota Team Sweden           | WRC       | 3h20'48"2 | +14"9    | 3        |
| 5.                                          | 3        | Richard Burns         | Robert Reid        | Subaru Impreza WRC99         | Subaru World Rally Team      | WRC       | 3h21'08"3 | +35"0    | 2        |
| 6.                                          | 4        | Juha Kankkunen        | Juha Repo          | Subaru Impreza WRC99         | Subaru World Rally Team      | WRC       | 3h23'20"9 | +2'47"6  | 1        |
| 7.                                          | 9        | François Delecour     | Daniel Grataloup   | Peugeot 206 WRC              | Peugeot Esso                 | WRC       | 3h25'05"2 | +4'31"9  | -        |
| 8.                                          | 2        | Freddy Loix           | Sven Smeets        | Mitsubishi Carisma GT Evo VI | Marlboro Mitsubishi Ralliart | WRC       | 3h25'41"6 | +5'08"3  | -        |
| 9.                                          | 18       | Markko Märtin         | Michael Park       | Toyota Corolla WRC           | Lukoil EOS Rally Team        | WRC       | 3h25'47"3 | +5'14"0  | -        |
| 10.                                         | 7        | Didier Auriol         | Denis Giraudet     | SEAT Córdoba WRC Evo2        | SEAT Sport                   | WRC       | 3h25'49"2 | +5'15"9  | -        |
| Campionato del mondo per vetture Produzione |          |                       |                    |                              |                              |           |           |          |          |
| 1. (17.)                                    | 27       | Jani Paasonen         | Jakke Honkanen     | Mitsubishi Carisma GT Evo VI | -                            | N4 / PWRC | 3h36'02"1 | –        | 10       |
| 2. (18.)                                    | 28       | Juuso Pykälistö       | Esko Mertsalmi     | Mitsubishi Lancer Evo V      | Mitsubishi Ralliart Finland  | N4 / PWRC | 3h36'33"5 | +31"4    | 6        |
| 3. (19.)                                    | 25       | Stig-Olov Walfridsson | Lars Bäckman       | Mitsubishi Lancer Evo V      | -                            | N4 / PWRC | 3h37'22"1 | +1'20"0  | 4        |
| 4. (20.)                                    | 30       | Manfred Stohl         | Peter Müller       | Mitsubishi Lancer Evo VI     | -                            | N4 / PWRC | 3h38'58"0 | +2'55"9  | 3        |
| 5. (21.)                                    | 42       | Mattias Ekström       | Stefan Bergman     | Mitsubishi Lancer Evo IV     | -                            | N4 / PWRC | 3h39'02"7 | +3'00"6  | 2        |
| 6. (22.)                                    | 26       | Kenneth Bäcklund      | Tord Andersson     | Mitsubishi Lancer Evo VI     | -                            | N4 / PWRC | 3h39'10"4 | +3'08"3  | 1        |
| Coppa FIA squadre                           |          |                       |                    |                              |                              |           |           |          |          |
| 1. (16.)                                    | 22       | Krzysztof Hołowczyc   | Jean-Marc Fortin   | Subaru Impreza WRC99         | Wizja TV Turning Point       | WRC / TC  | 3h34'46"0 | –        | 10       |
| 2. (27.)                                    | 31       | Abdullah Bakhashab    | Bobby Willis       | Toyota Corolla WRC           | Toyota Team Saudi Arabia     | WRC / TC  | 3h42'05"0 | +7'19"0  | 6        |

| Principali ritiri | Principali ritiri | Principali ritiri | Principali ritiri | Principali ritiri     | Principali ritiri | Principali ritiri | Principali ritiri    | Principali ritiri |
| PS                | Nº                | Pilota            | Co-pilota         | Auto                  | Squadra           | Classe            | Causa                | Pos.              |
| ----------------- | ----------------- | ----------------- | ----------------- | --------------------- | ----------------- | ----------------- | -------------------- | ----------------- |
| PS 2              | 20                | Mats Jonsson      | Johnny Johansson  | Ford Escort WRC       | -                 | WRC               | Motore               | 18º               |
| PS 11             | 6                 | Carlos Sainz      | Luis Moya         | Ford Focus WRC 00     | Ford Martini      | WRC               | Pompa del carburante | 6º                |
| PS 11             | 8                 | Toni Gardemeister | Paavo Lukander    | SEAT Córdoba WRC Evo2 | SEAT Sport        | WRC               | Pressione dell'olio  | 9º                |
| PS 13             | 21                | Henning Solberg   | Runar Pedersen    | Ford Escort WRC       | -                 | WRC               | Motore               | 14º               |

Legenda
| Icona | Classe                                                                                  |
| ----- | --------------------------------------------------------------------------------------- |
| WRC   | Equipaggio che può conquistare punti per il campionato costruttori WRC                  |
| WRC   | Equipaggio di classe A8 che non può conquistare punti per il campionato costruttori WRC |
| PWRC  | Equipaggio registrato al campionato PWRC                                                |
| TC    | Equipaggio registrato alla Coppa FIA squadre                                            |
|       | Ulteriori classificazioni                                                               |

### Prove speciali
| Frazione            | Prova | Ora   | Nome           | Lunghezza | Vincitori                         | Tempo            | Leader del rally                  |
| ------------------- | ----- | ----- | -------------- | --------- | --------------------------------- | ---------------- | --------------------------------- |
| Frazione 1 (11 Feb) | PS1   | 08:14 | Sagen 1        | 14,76 km  | Thomas Rådström Christina Thörner | 7'57"7           | Thomas Rådström Christina Thörner |
| Frazione 1 (11 Feb) | PS2   | 09:10 | Rammen 1       | 23,44 km  | Marcus Grönholm Timo Rautiainen   | 12'10"3          | Marcus Grönholm Timo Rautiainen   |
| Frazione 1 (11 Feb) | PS3   | 10:47 | Hamra          | 28,59 km  | Richard Burns Robert Reid         | 15'03"1          | Marcus Grönholm Timo Rautiainen   |
| Frazione 1 (11 Feb) | PS4   | 11:50 | Torsby         | 2,79 km   | Tommi Mäkinen Risto Mannisenmäki  | 2'05"9           | Marcus Grönholm Timo Rautiainen   |
| Frazione 1 (11 Feb) | PS5   | 12:55 | Bjalverud      | 21,58 km  | Marcus Grönholm Timo Rautiainen   | 10'43"1          | Marcus Grönholm Timo Rautiainen   |
| Frazione 1 (11 Feb) | PS6   | 13:45 | Mangen         | 13,29 km  | Marcus Grönholm Timo Rautiainen   | 6'51"8           | Marcus Grönholm Timo Rautiainen   |
| Frazione 1 (11 Feb) | PS7   | 14:00 | Arvika         | 2,00 km   | prova cancellata                  | prova cancellata | Marcus Grönholm Timo Rautiainen   |
| Frazione 1 (11 Feb) | PS8   | 16:00 | Langjohanstorp | 19,44 km  | Marcus Grönholm Timo Rautiainen   | 9'29"3           | Marcus Grönholm Timo Rautiainen   |
| Frazione 1 (11 Feb) | PS9   | 17:09 | I2             | 3,40 km   | Colin McRae Nicky Grist           | 1'55"9           | Marcus Grönholm Timo Rautiainen   |
|                     |       |       |                |           |                                   |                  | Marcus Grönholm Timo Rautiainen   |
| Frazione 2 (12 Feb) | PS10  | 07:11 | Fredriksberg   | 27,39 km  | Marcus Grönholm Timo Rautiainen   | 15'43"0          | Marcus Grönholm Timo Rautiainen   |
| Frazione 2 (12 Feb) | PS11  | 10:17 | Nyhammar       | 27,79 km  | Marcus Grönholm Timo Rautiainen   | 14'34"7          | Marcus Grönholm Timo Rautiainen   |
| Frazione 2 (12 Feb) | PS12  | 11:29 | Skog 1         | 24,19 km  | Colin McRae Nicky Grist           | 12'49"6          | Marcus Grönholm Timo Rautiainen   |
| Frazione 2 (12 Feb) | PS13  | 13:26 | Jutbo          | 47,65 km  | Colin McRae Nicky Grist           | 26'30"9          | Marcus Grönholm Timo Rautiainen   |
| Frazione 2 (12 Feb) | PS14  | 15:32 | Skog 2         | 24,19 km  | Marcus Grönholm Timo Rautiainen   | 12'53"7          | Marcus Grönholm Timo Rautiainen   |
| Frazione 2 (12 Feb) | PS15  | 16:31 | Lugnet         | 2,00 km   | Tommi Mäkinen Risto Mannisenmäki  | 1'53"8           | Marcus Grönholm Timo Rautiainen   |
|                     |       |       |                |           |                                   |                  | Marcus Grönholm Timo Rautiainen   |
| Frazione 3 (13 Feb) | PS16  | 08:57 | Malta          | 11,88 km  | Thomas Rådström Christina Thörner | 5'44"3           | Marcus Grönholm Timo Rautiainen   |
| Frazione 3 (13 Feb) | PS17  | 09:43 | Ullen          | 24,62 km  | Richard Burns Robert Reid         | 12'05"4          | Marcus Grönholm Timo Rautiainen   |
| Frazione 3 (13 Feb) | PS18  | 11:25 | Sagen 2        | 14,76 km  | Thomas Rådström Christina Thörner | 7'45"9           | Marcus Grönholm Timo Rautiainen   |
| Frazione 3 (13 Feb) | PS19  | 12:18 | Rammen 2       | 23,44 km  | Thomas Rådström Christina Thörner | 11'52"8          | Marcus Grönholm Timo Rautiainen   |
| Frazione 3 (13 Feb) | PS20  | 14:00 | Hagfors        | 21,21 km  | Colin McRae Nicky Grist           | 11'22"9          | Marcus Grönholm Timo Rautiainen   |

## Classifiche mondiali
Classifica piloti
| Pos. | Pos. | Pilota            | Punti |
| ---- | ---- | ----------------- | ----- |
| 1    |      | Tommi Mäkinen     | 16    |
| 2    | N    | Marcus Grönholm   | 10    |
| 3    | 1    | Carlos Sainz      | 6     |
| 4    | 1    | Juha Kankkunen    | 5     |
| 5    | N    | Colin McRae       | 4     |
| 6    | 2    | Toni Gardemeister | 3     |
| 6    | N    | Thomas Rådström   | 3     |
| 8    | 3    | Bruno Thiry       | 2     |
| 8    | N    | Richard Burns     | 2     |
| 10   | 4    | Freddy Loix       | 1     |

Classifica costruttori WRC
| Pos. | Pos. | Squadra                      | Punti |
| ---- | ---- | ---------------------------- | ----- |
| 1    |      | Marlboro Mitsubishi Ralliart | 18    |
| 2    | 4    | Peugeot Esso                 | 11    |
| 3    | 1    | Ford Martini                 | 10    |
| 4    | 1    | Subaru World Rally Team      | 9     |
| 5    | 1    | SEAT World Rally Team        | 3     |
| 6    | N    | Škoda World Rally Team       | 1     |